# QFD
Despliegue de la función calidad (QFD) es un método de gestión de calidad basado en transformar las demandas del usuario en la calidad del diseño, implementar las funciones que aporten más calidad, e implementar métodos para lograr calidad del diseño en subsistemas y componentes, y en última instancia a los elementos específicos del proceso de fabricación.

## Áreas de aplicación
Se aplica en una amplia variedad de servicios, productos de consumo, necesidades militares (como el F-35 Joint Strike Fighter), y los productos de las nuevas tecnologías. La técnica también se utiliza para identificar y documentar las estrategias competitivas de marketing y técnicas. Se considera una práctica clave del diseño para Six Sigma.  Está también implicada en la norma ISO 9000:2000, que se centra en la satisfacción del cliente.
Los resultados de esta técnica se han aplicado en Japón dentro del despliegue de los factores controlables de alto impacto en la planificación estratégica y Gestión estratégica (también conocido como Hoshin Kanri, Planificación Hoshin, o despliegue de políticas).
La adquisición de las necesidades del mercado al escuchar la Voz del Cliente (VOC - Voice of Customer, por sus siglas en inglés), la clasificación de las necesidades, priorizarlas numéricamente (usando técnicas tales como el Proceso Analítico Jerárquico) son las tareas iniciales de QFD. Tradicionalmente, ir a la Genba ("el lugar real", donde se crea valor para el cliente) es donde estas necesidades de los clientes están evidenciadas y compiladas.
Si bien existen varios libros y artículos sobre esta metodología, hay una relativa escasez de matrices de ejemplo disponibles, debido a que son altamente propietarias por la alta densidad del producto o información de servicio.

## Historia
Originalmente fue desarrollado para las industrias manufactureras, el interés en el uso de ideas QFD basada en el desarrollo de software con el trabajo iniciado por  R. J. Thackeray y G. Van Treeck, por ejemplo la programación orientada a objetos y manejadores de casos de uso en el desarrollo de software.

## Técnicas y herramientas basadas en QFD

### Casa de la Calidad

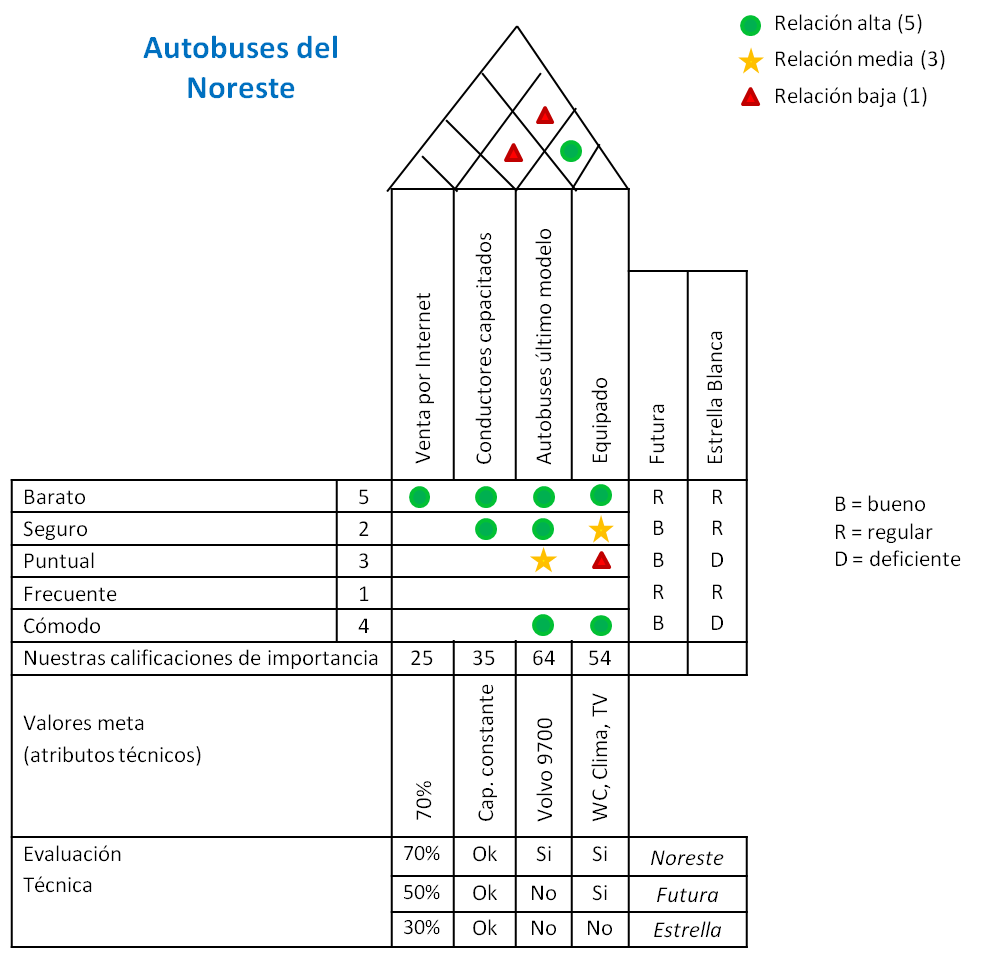
Casa de la Calidad de una compañía de Autobuses.

La Casa de la calidad apareció en 1972 en el diseño de un petrolero por Mitsubishi Heavy Industries. Akao ha reiterado en numerosas ocasiones que un casa de la calidad no es QFD, se es solo un ejemplo de una herramienta.
Existe un tutorial en flash que muestra el proceso de generación de la tradicional QFD casa de la calidad (HOQ). (Aunque en este ejemplo puede violar principios QFD, la secuencia básica de construcción de HOQ son ilustrativos.) También hay QFD plantillas gratuitas disponibles que guían a los usuarios a través del proceso de creación de una casa de la calidad.
Otras herramientas amplían el análisis más allá de la calidad a los costos, la tecnología, su fiabilidad, función, partes, tecnología, manufactura, y el despliegue de servicios.
Además, la misma técnica se puede extender el método en el componente de subsistemas, temas de configuración, ensamblados, y sus partes. A partir de estos componentes de nivel de detalle, fabricación y proceso de ensamblaje los gráficos QFD pueden ser desarrollados para apoyar técnicas de control de proceso estadístico.

### Selección de conceptos Pugh
Pugh Selección del concepto se puede utilizar en coordinación con QFD para seleccionar un prometedor producto o configuración de servicio de entre una lista de alternativas.
El QFD también puede usarse en combinación con V.O.C.

### Despliegue de la función modular
Despliegue de la función modular utiliza QFD para establecer los requisitos de los clientes y para determinar las necesidades importantes de diseño con un especial énfasis en la modularidad.

## Relaciones con otras técnicas
La QFD asociada "Hoshin Kanri" procesa algo similar a la Administración por objetivos (APO – MBO Management by objectives), pero añade un elemento significativo en la meta que configura el proceso, llamado "catchball". El uso de estas técnicas Hoshin por compañías de EE. UU. como Hewlett Packard han tenido éxito enfocándose y alineando recursos de la empresa para seguir los objetivos estratégicos iniciales a lo largo de la jerarquía de la organización.
Desde los inicios de su introducción, la técnica ha sido desarrollada para acortar el período de tiempo y reducir los esfuerzos de grupo requeridos (por ejemplo, Richard Zultner de Blitz QFD).